# Каравелово (област Ямбол)
Вижте пояснителната страница за други значения на Каравелово.
Каравелово е село в Югоизточна България. То се намира в община Тунджа, област Ямбол.

## География
Селото е разположено на полегат склон с южно изложение на 176 метра над морското равнище и на 2 km от речното корито на Тунджа. До него е стига по пътя Ямбол – Елхово, след отбивка на 22-рия км от гр. Ямбол. През селото минава удобен пряк път за морето. За по-малко от час (90 km) сте в Бургас по добре поддържан път.

## История
Името на селото се споменава за първи път през 1485 г. в турски данъчни регистри като Бекир Беглу и Ибрахим бей. По-късно старото име на селището е „Бейкьой“ по името на местния турски бей преди Освобождението. Това име то носи до 1934 г., когато е преименувано на Каравелово на името на Петко Каравелов, а също така и на монетите, наречени каравелки, които са били сечени по това време. Тези земи са населени още през античността. При направени археологически разкопки през 70-те и 80-те години на 20 век в региона на селото са открити керамични съдове, монети, каменни пластики и култови съоръжения, които носят белезите на тракийската култура. Липсата на средства прекъсва изследователската дейност.

## Население
| \| Година на преброяване \| Численост \| \| --------------------- \| --------- \| \| 1934 \| 1497 \| \| 1946 \| 1726 \| \| 1956 \| 1659 \| \| 1965 \| 1659 \| \| 1975 \| 1018 \| \| 1985 \| 781 \| \| 1992 \| 604 \| \| 2001 \| 472 \| \| 2011 \| 339 \| \| 2021 \| 204 \| |           |
| Година на преброяване | Численост |
| 1934 | 1497      |
| 1946 | 1726      |
| 1956 | 1659      |
| 1965 | 1659      |
| 1975 | 1018      |
| 1985 | 781       |
| 1992 | 604       |
| 2001 | 472       |
| 2011 | 339       |
| 2021 | 204       |

Справка за населението на с. Каравелово, общ. Тунджа, обл. Ямбол.

## Религии
Населението изповядва православно християнство.  Отворена е след ремонт за църковна служба е църквата „Св. св. Кирил и Методий“, която до тогава дълги години пустее и се руши.

## Културни и природни забележителности
Долината на река Тунджа, която е на 2 km от селото в западна посока е покрита с лонгозни гори. Пролетните заблатявания на част от селските имоти са често явление. Тук се среща блатното кокиче, рядък и защитен растителен вид с доказани лечебни качества.
Покрай южния край на селото тече река Боадере, ляв приток на река Тунджа, богата на риба. На хълма северно от селото, на склон с южно изложение са селските лозови масиви. Тук всяко домакинство има лозе. От местните винени сортове се произвеждат вино и ракия в признати вкусови качества. Гроздоберът преминава ритуално с много смях и веселие по стар тракийски обичай. Ритуално е и „мачкането“ на гроздето и варенето на ракията на селския казан.
Регионът е богат на разнообразен дивеч. Местната ловна дружинка е многобройна и с традиции. Много ловци от Ямбол предпочитат да ловуват тук. Най-често се отстрелват яребици, пъдпъдъци, кеклик, диви патици, фазани, зайци.
Паркът в селото, неподдържан от години и трудно проходим е обновен.
Новата сграда на читалището „Никола Йонков Вапцаров“ – 1929 е построена през 1974 г. и разполага със 7059 тома художествена, детска, научна и друга литература. В него има киносалон, в който са се прожектирали филми и са се играли театрални постановки. Тук има женска група за народно пеене – лазарки.

## Редовни събития
Селският събор се провежда всяка пролет на 24 май и събира много гости от региона и страната. Народни оркестри и певци веселят гостите до късно в нощта срещу 24 май. Вият се кръшни хора, срещат се роднини и стари приятели, които не са се виждали от години. А в следобеда на празничния ден „мазните“ борби с международно участие събират екзалтирана публика, вече убедена във вкусовите качества на местните винопроизводители.

## Личности
- Желязко Петков Жетварски (Желязков) (1840 – 1913) – хайдушки войвода и опълченец от Шипка
- Петко Желязков Петков (1894 – 1981) – участник във Владайското въстание
- Желязко Петков Желязков (1923 – 2000) – български анархист и политически затворник 1942 – 1952, журналист от в. „Свободна мисъл“